# 5419 Benua
Az 5419 Benua (ideiglenes jelöléssel 1981 SW7) a Naprendszer kisbolygóövében található aszteroida. Ljudmilla Vasziljevna Zsuravljova fedezte fel 1981. szeptember 29-én.